# موزه پارس
موزه پارس یا عمارت کلاه فرنگی موزه‌ای است واقع در باغ نظر شیراز که در آن اشیایی از دوران پیش و پس از اسلام نگهداری می‌گردد. این موزه در سال ۱۳۱۵ خورشیدی بنیاد شده‌است.آرامگاه کریم خان زند که مربوط به دوره زند است در این موزه قرارگرفته است. موزه پارس در شیراز، خیابان زند، باغ نظر، نزدیک ارگ کریمخان واقع شده و این اثر در تاریخ ۱۵ آذر ۱۳۱۴ با شمارهٔ ثبت ۲۴۴ به‌عنوان یکی از آثار ملی ایران به ثبت رسیده‌است.

## معرفی
باغ نظر، باغ‌موزه، باغ شاهزاده، عمارت کلاه‌فرنگی، آرامگاه وکیل، عمارت چهارفصل یا باغ حکومتی نام یکی از ابنیهٔ تاریخی دورهٔ زندیه در شیراز است. این بنا یک عمارت هشت‌ضلعی است که کریم‌خان زند در میان باغ نظر شیراز ساخت که در آن روزگار این عمارت باشکوه محل پذیرایی از مهمانان، سفیران خارجی و انجام مراسم رسمی و اعیاد گوناگون بوده‌است. نمای بیرونی عمارت کلاه‌فرنگی به‌صورت هشت‌ضلعی است با تزئینات کاشی‌نگاره‌های گل و مرغ، و در بالای عمارت با اسپرها و لچکی‌های کاشی‌کاری‌شده بنا را مزین کرده‌اند. این نگاره‌ها به‌صورت قرینه در چهار ضلع منظرهٔ شکارگاه و روایتِ به تخت نشستن سلیمان را نشان می‌دهند.
چهار آب‌نما در چهار سوی ساختمان قرار داشته که آب‌نمای شمالی در مسیر خیابان زند قرار داشته و تخریب شده‌است. فضاهای درونی، شامل یک بخش مرکزی و چهار شاه‌نشین جانبی است. یک آبنمای یکپارچه از سنگ مرمر در کف بخش مرکزی طراوت فضای داخل را موجب شده‌است. پس از مرگ کریم‌خان، او را طبق وصیتش در این مکان به خاک سپردند. اماآقامحمدخان قاجار در سال ۱۲۰۶ خورشیدی، پس از تسخیر شیراز و به‌دلیل کینه‌توزی، دستور نبش قبر او را صادر کرد و استخوان‌های وی را به کاخ گلستان منتقل کردند و در زمان رضاشاه استخوان‌ها نبش قبر گردید و به این مکان عودت شد. نقش‌برجسته‌هایی از پهلوانان گرزدین وند دورهٔ قاجاریه در این محل دیده می‌شود. همچنین، عمارت خورشید در دورهٔ قاجاریه به‌دستور حسین‌علی‌میرزا فرمانفرما در این باغ احداث شد.

## تاریخچه
کریم خان زند در میان باغ نظر، عمارت هشت ضلعی (هشت و نیم هشت) زیبایی ساخت که به روزگار او این عمارت باشکوه محل پذیرایی از میهمانان، سفیران خارجی و انجام مراسم رسمی و اعیاد گوناگون بوده‌است. نام دیگر آن را باغ حکومتی گفته‌اند. نمای بیرونی عمارت کلاه فرنگی به صورت هشت ضلعی است با تزئینات کاشی نگاره‌های گل و مرغ و در بالای عمارت اسپرها و لچکیهای کاشیکاری شده بنا را مزین کرده‌اند، این نگاره‌ها به قرنیه در چهار ضلع منظرهٔ شکارگاه و روایت بر تخت نشستن حضرت سلیمان را نشان می‌دهد. چهار آب‌نما در چهار سوی ساختمان وجود داشته که آب‌نمای شمالی آن در مسیر خیابان زند قرار گرفته و تخریب شده‌است. فضاهای درونی بنا شامل یک بخش مرکزی وچهار شاه‌نشین جانبی است. یک آب‌نمای یکپارچه از سنگ مرمر در کف فضا طراوت فضای داخلی را موجب گردیده‌است. پس از مرگ کریم خان وی را در اینجا به خاک سپردند و آغا محمد خان قاجار در سال ۱۲۰۶ شمسی به دلیل کینه‌توزی دستور نبش قبر وی را داد و استخوان‌های وی را به کاخ گلستان منتقل کردند؛ و مجدداً در زمان رضا شاه استخوان‌ها نبش قبر گردید و به این مکان عودت داده شد. این عمارت در سال ۱۳۱۵ هجری شمسی به همت انجمن آثار ملی ایران و با کوشش و تلاش شادروانان علی اصغر حکمت شیرازی، علی سامی و فریدون توللی با تغییر کاربری به عنوان اولین موزه شهرستان‌های کشور مشغول به فعالیت شد.
آثار موجود در موزه پارس به سه دوره پیش از تاریخ، دوره تاریخی و دوره اسلامی تقسیم می‌شود.

## اشیاء موجود در موزه
موزه پارس به عنوان قدیمی‌ترین موزه استان فارس آثار ارزشمندی از اشیای فلزی، سفالی، انواع سکه‌ها و مهرها و… از هزاره چهارم پیش از میلاد تا دوره معاصر را در خود جای داده‌است. مجموعه ۳۰ جلد قرآن به خط یحیی الجمالی الصوفی که در قرن ۸ هجری قمری در زمان شاه ابواسحاق اینجو و به دستور خاتون نوشته شده‌است همراه با مجموعه‌ای از نقاشی‌های آب رنگ لطفعلی صورتگر شیرازی در این موزه قرار دارد.
تابلوی معروف (کریم خان در حال کشیدن قلیان) هم در این موزه قرار دارد. در این تابلو درباریان زند مثل شیخ علی خان، صادق خان، زکی خان و لطفعلی خان زند نیز به تصویر کشیده شده‌اند. این تابلو اثر جعفر نقاش دوره زند است.
همچنین آثار لاکی از نقاشان معروف دوره زندیه مثل آقا صادق، میرزا بابا نقاش‌باشی و جعفر به همراه آثاری از نقاشان معاصر مثل صدرالدین شایسته شیرازی و میر مصور شاگردان(کمال‌الملک) به چشم می‌خورد.
شمشیر کریم خان زند نیز در این موزه نگهداری می‌شود.
در ضلع غربی محوطه باغ، سنگ مدور و استوانه‌ای شکل، معروف به لوح تاریخ، نگهداری می‌شود. روی این سنگ سه کتیبه با خطوط ثلث نسخ پهلوی و خط نستعلیق مربوط به سه دوره تاریخی سلجوقی، صفوی و قاجاریه حک شده‌است.

### قرآن هفده من
این قرآن در اوایل سده نهم هجری قمری به دست سلطان ابراهیم بن شاهرخ تیموری به خط محقق نوشته شد. این قرآن که ابتدا بر سردر دروازه قرآن در محل تنگ الله اکبر شیراز نگهداری می‌شد، در سال ۱۳۱۶ هجری شمسی به موزه پارس منتقل شد. در بین عوام معروف بود که هر برگ این قرآن ۱۷ من، و مجموع وزن این قرآن نیز ۱۷ من می‌باشد و این را معجزه این قرآن می‌دانستند.
ویژگی‌های این قرآن به شرح زیراست:
1. وزن قرآن ۴۰ کیلوگرم (دوجلد)
2. قطع قرآن ۷۲*۴۸ سانتی‌متر
3. قطر بیش از ۲۵ سانتی‌متر با ۶۰۰ برگ
4. هر صفحه شامل ۱۱ سطر است.
5. در حواشی برگ‌های آن مهر و یادگارهایی از شخصیت‌هایی در دوره‌های مختلف نگاشته شده‌است.
6. این قرآن با خط محقق بسیار قوی با قلم ۳ دانگ نوشته شده‌است.[۹]

### آرامگاه کریم خان زند
کریم خان در سال ۱۱۹۳ ه‍.ق درگذشت و بنا به وصیت خودش پیکر او را در شاه‌نشین شرقی این عمارت به خاک سپردند. ۱۳ سال بعد ،آغا محمد خان قاجار به سبب کینه‌توزی نسبت به خاندان زند استخوان‌های کریم خان را از محل دفن خارج کرد و به کاخ گلستان منتقل کرد و در زیر راه پله خلوت کریمخانی بقایای جسد را به منظور بی حرمتی به جسد دفن نمود، پس از به قدرت رسیدن رضاشاه پهلوی، وی که قصد در اعادهٔ حیثیت از خاندان زند را داشت، دستور داد تا این استخوان‌ها از زیر پله ایوان خارج و به شیراز برده و با احترام  در باغ نظر دفن شود.

## محوطه
در محوطه موزه پارس نقش برجسته‌هایی از پهلوانان گرزدین وند حاضر در نبرد با امپراتوری عثمانی و شخص پهلوان موسی خمیس گرزدین وند پهلوان اول ایران در دوره فتحعلی شاه قاجار و سردار سپاه ایران در نبرد با امپراتوری عثمانی مشاهده می‌گردد. ادوارد براون در سفر خود به شیراز در اواخر دوره سلطنت ناصرالدین‌شاه در جریان بازدید از موزه پارس از این حجاری ها بازدید نموده و یادآور شده است که این حجاری ها مناظر شجاعت پهلوانان قدیم ایران را نشان می دهد. او بنای این حجاری ها و سایر تحولات کلیدی موزه پارس را مرتبط به دوره سلطنت فتحعلی‌شاه قاجار دانسته است.

## ساختمان کلاه فرنگی
عمارت کلاه فرنگی شیراز در میان باغ نظر بنا شده‌است. باغی با سروهای آزاد، درخت‌های نارنج و بنایی با معماری کاملاً ایرانی.
ساختمان کلاه فرنگی را کریم خان زند برای پذیرایی از مهمانان و نمایندگان خارجی ساخته بود. بنایی با چهار شاه‌نشین و چهار اتاقک.
نقش‌های آجری، کاشی کاری و نگارگری و استفاده از ازاره‌های یک ت هم راکه که در محل زاویه هیچ برشی نداشته از ویژه گی‌های معماری این بنا است. گچ بری‌های دوره زندیه شامل مقرنس و قطاربندی‌های بسیار ساده است که توسط لایه چینی و کلاه کاری تزئین شده‌اند.
یکی از ویژگی‌های تزئینات درونی بنا، کاربرد گل و مرغ شیرازی است که در نگارگری دوره زند به چشم می‌خورد.

## نگارخانه

سراسرنمای داخل موزه پارس
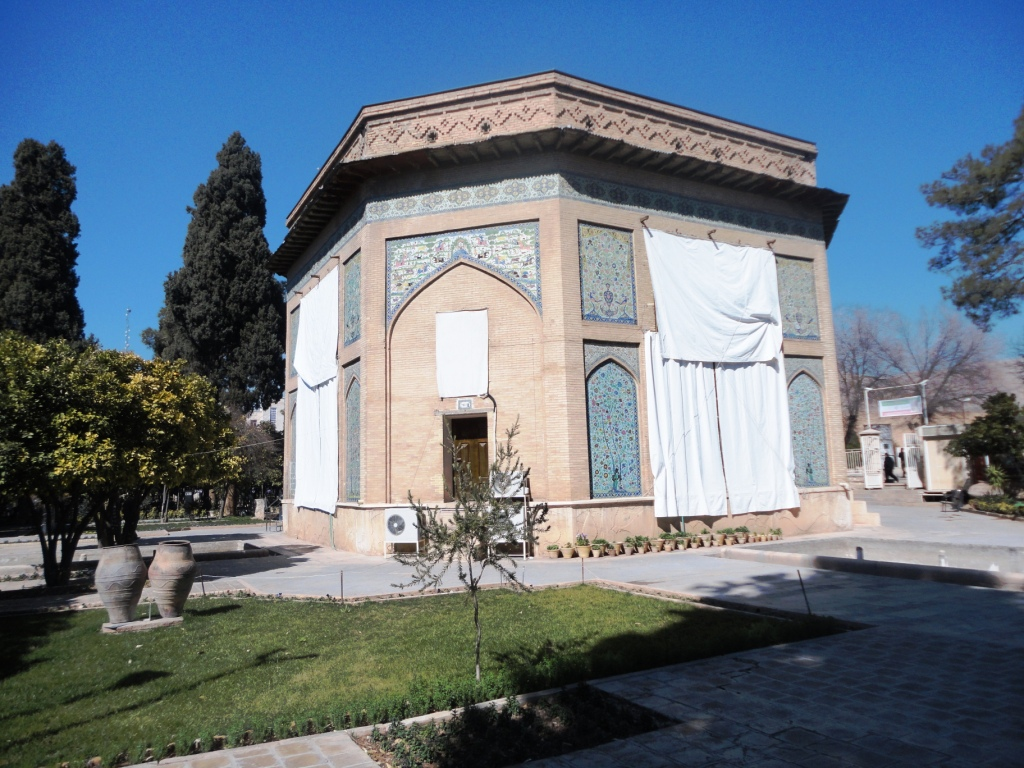
نمای اصلی
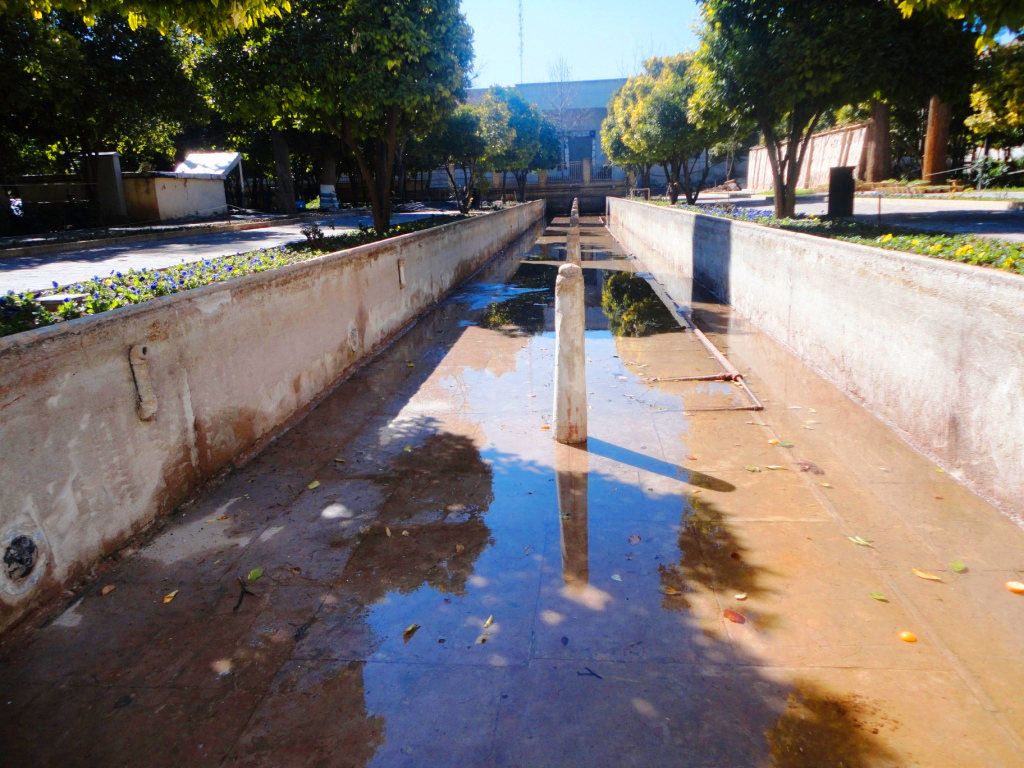
آب نما
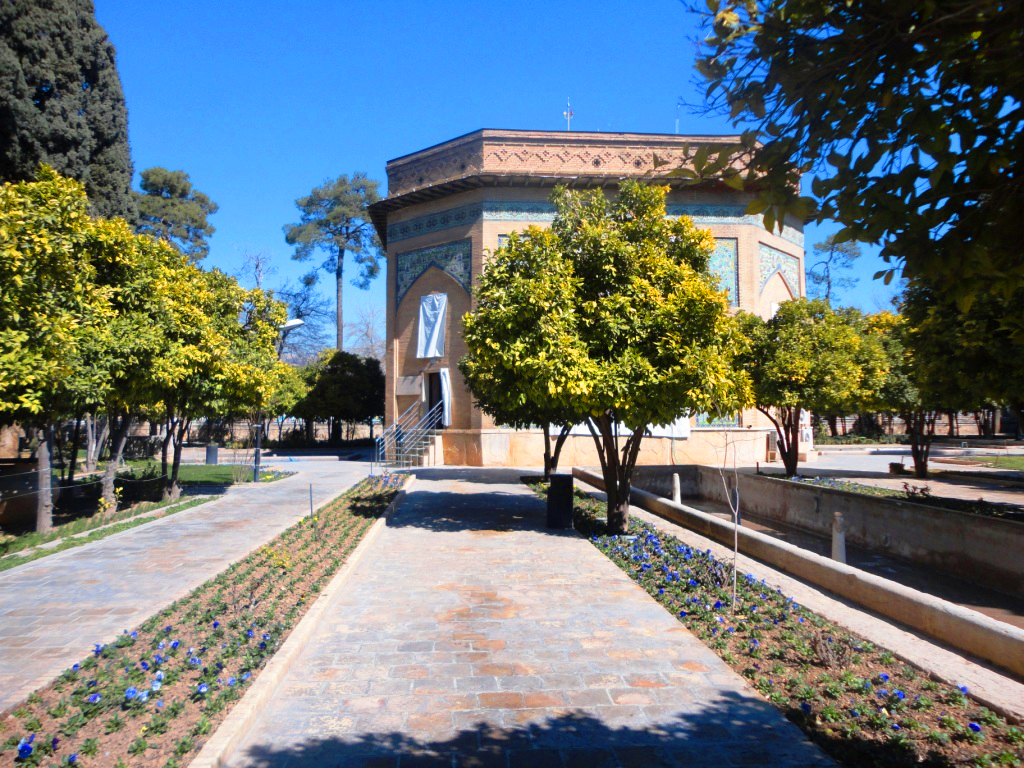
باغ
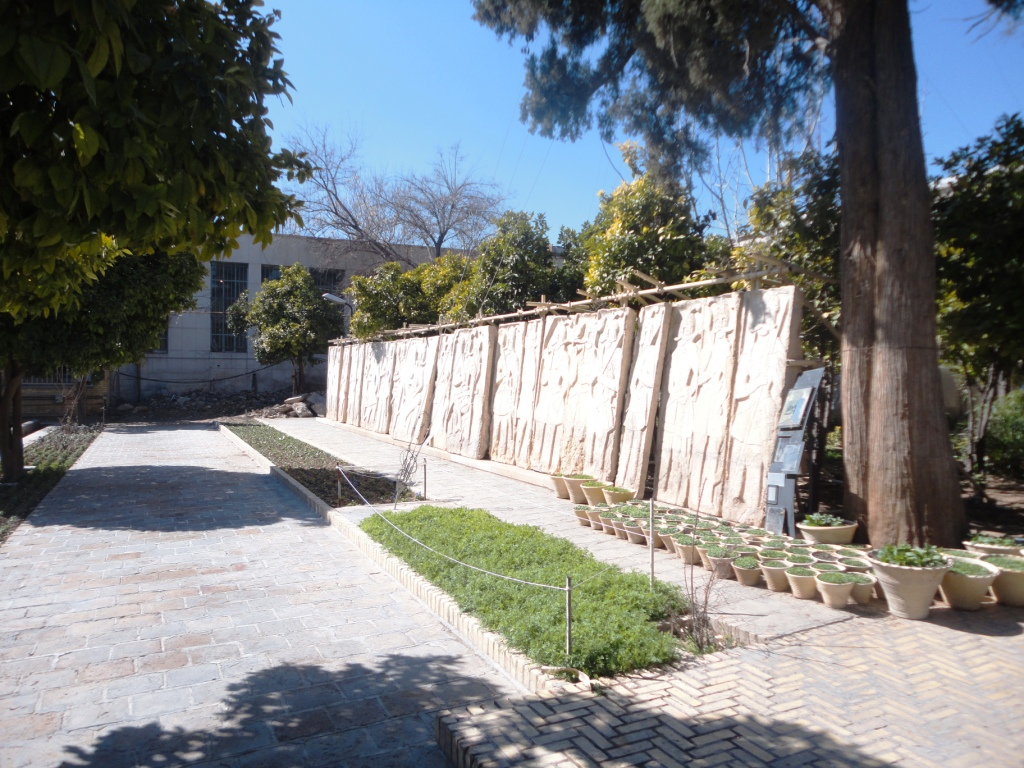
محوطه(نقش برجسته‌های پهلوانان گرزدین وند)
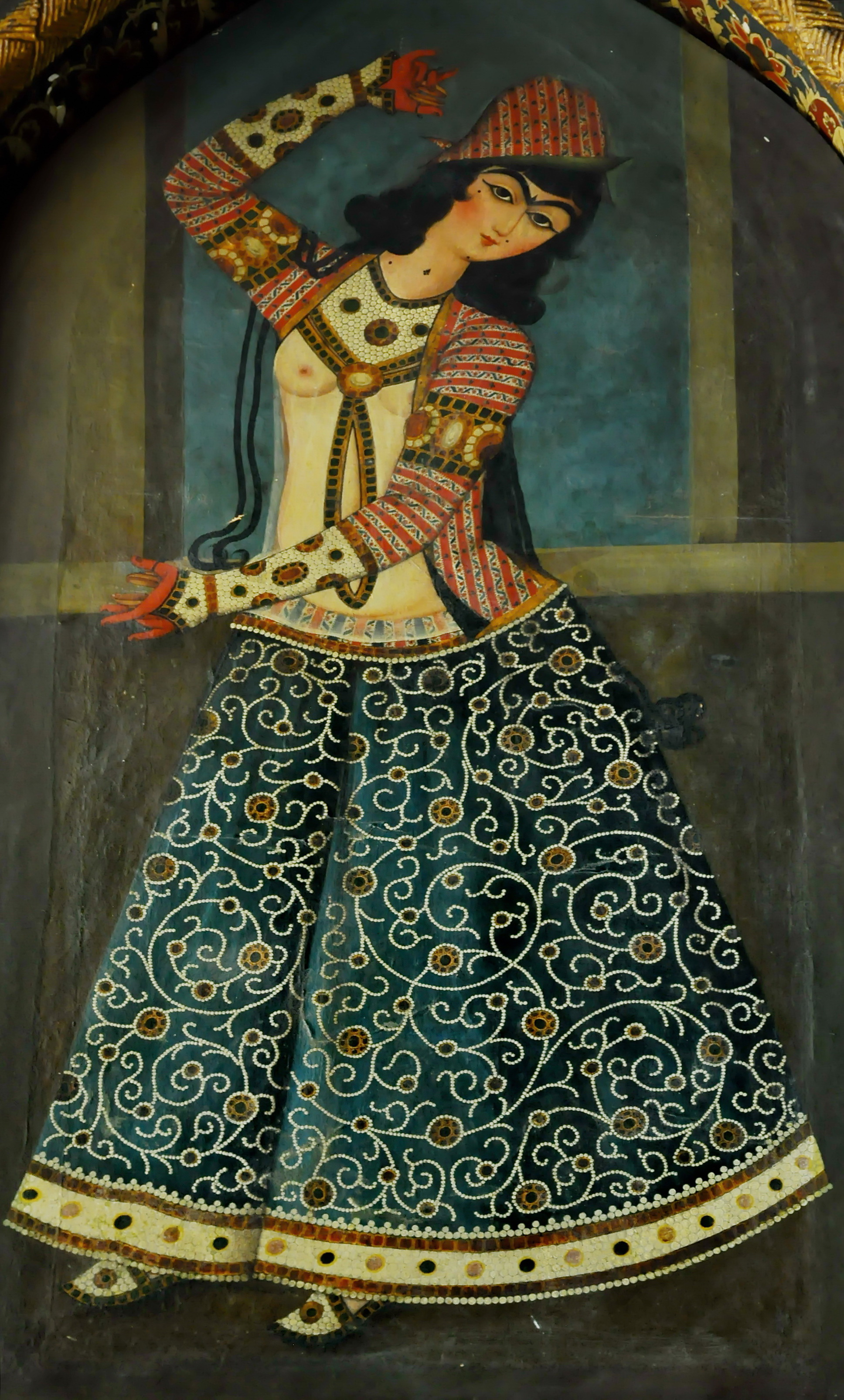
نقاشی
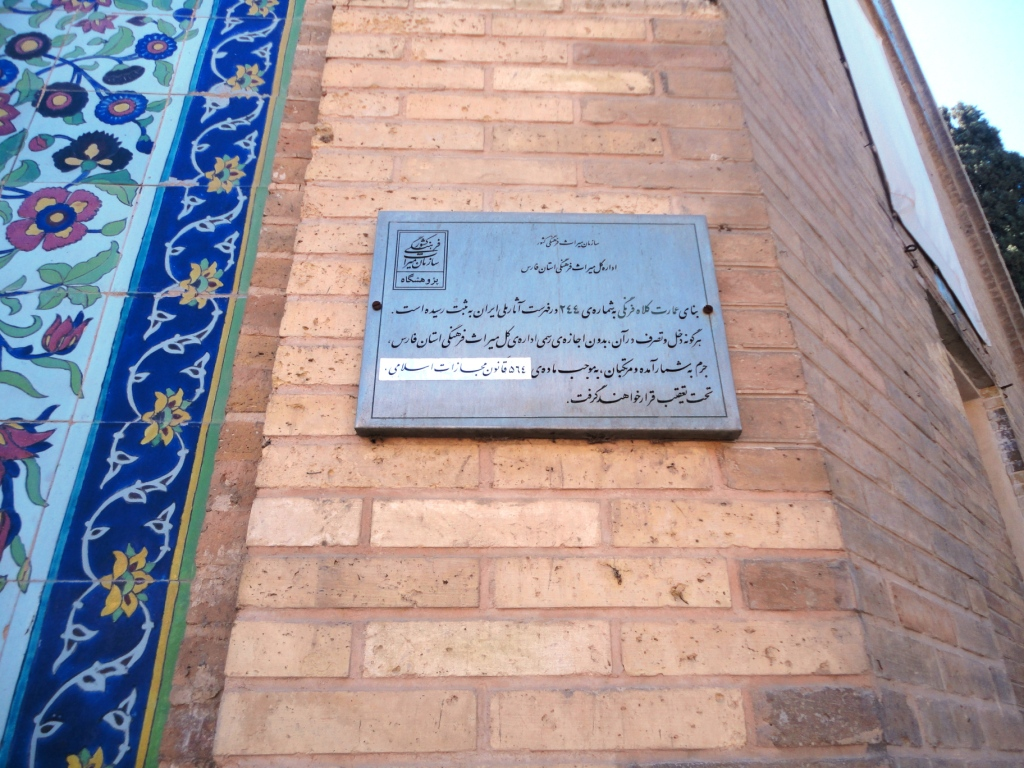
ثبت در آثار ملی
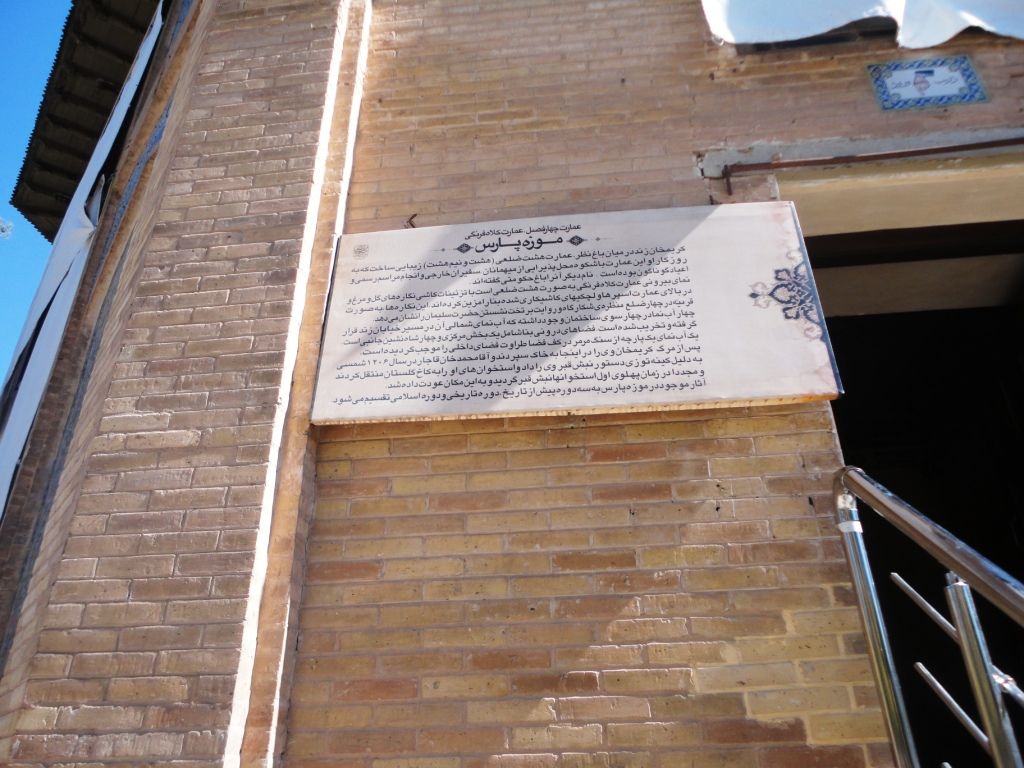